# Lygodium venustum
Lygodium venustum är en ormbunkeart som beskrevs av Olof Peter Swartz. Lygodium venustum ingår i släktet Lygodium och familjen Lygodiaceae. Inga underarter finns listade.